# Timbál

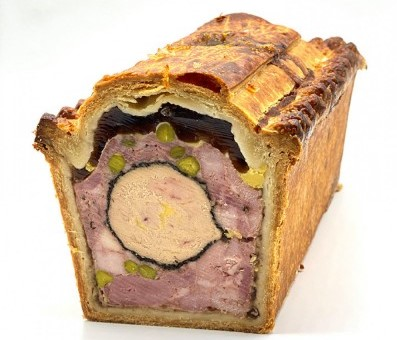
Timbál – Kacsa pástétom Amiensből

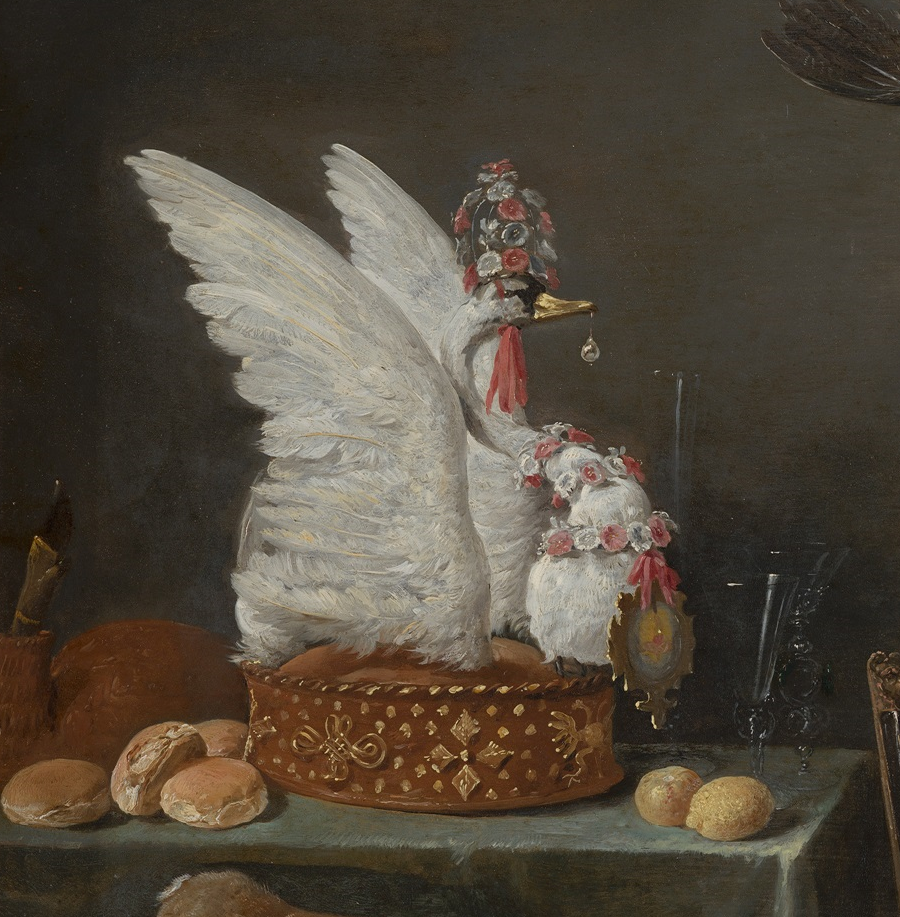
Timbál ábrázolás régi festményen

A timbál (tésztakosár), a francia konyha egy fogása, illetve ételkészítési eljárás, amikor az erre a sütési módra alkalmas edényt tésztával, kenyér-, vagy zöldségszeletekkel, esetleg főtt rizzsel kibélelik, az így létrejött üreget valamilyen szalpikonnal megtöltik (akár rétegesen is); a töltelék tetejét tésztával befedik és sütőben addig sütik, amíg a külső réteg (a héj) megbarnul, kérgesedik és a töltelék is a tálaláshoz megfelelő hőmérsékletű lesz, vagy megfő.
A timbál elnevezés a francia "üstdob" szóból származik (más néven timballo), ami utal az edény méretére és alakjára, amiben eredetileg ezt a fajta ételt sütötték, illetve az elkészült és az edényből kiborított étel alakja is üstdob szerű volt.
A timbál edények hagyományosan nagyok, mélyek és lefelé keskenyednek (például a panettone sütésére használtak), de később már olyan méretűeket is használtak, amiben egyszemélyes adagokat tudtak sütni (például egy tortácska (cupecake) sütőedény). A kimondottan timbál készítésére gyártott sütőedények helyettesíthetők mindenféle tortaformával. A timbált, a tölteléktől függően gőz fölött, vagy vízfürdőben is készítik.
A timbál egyik fő jellegzetessége, hogy a töltelékét teljesen körbeveszi a kéreg. A héjazat lehet bármilyen tésztaféle, ami illik a benne rejtőző töltelékhez, de ezt a tésztát a töltelék kőzé is szokták rétegezni; vagy például a Sartu di Riso rizskéreggel készül, a Timballo di Melanzana töltelékét pedig padlizsáncsíkok osztják rétegekre. A timbál tölteléke sokféle alapanyagból, bármilyen szalpikonból készülhet: lehet nyers, vagy előfőzött; különböző húsok, kolbászok, sajtok, zöldségek és tészták széles választékát keverik fűszerekkel és gyógynövényekkel, az összeállított keverékhez szószokat, mártásokat is adhatnak és szükség szerint apró kenyérdarabokkal, vagy zsemlemorzsával sűrítik.

## Története
A XVIII—XIX. század nyugat—európai konyhájában, ahol a francia udvari konyhából kölcsönzött tobzódó díszítést tekintették irányadónak, a látványos timbálok készítése nagy jelentőséggel bírt. A konyhaművészet akkori remekeit a timbálból épített szobrok, kastélyok és paloták megalkotása jelentették. A kifogástalan timbálok összeállításának és sütésének képességét mind a szakácsoktól, mind a cukrászoktól megkövetelték; mivel a legtöbb étel valamilyen timbál sütésével indult; de egyben ezek a fenséges, ínycsiklandó és ellenállhatatlan szakácsművészeti alkotások hozták meg készítőiknek a dicsőséget és a hírnevet.

## Könyvek
- Auguste Escoffier: Le Guide Culinaire. Flammarion, Paris 1903
- Larousse Gastronomique, Crown Publishers (1961)